# Scratch Jr
Scratch Jr - это визуальный язык программирования, разработанный для ознакомления с навыками программирования детей 5-7 лет. Доступно в виде бесплатного приложения для iOS, Android и Chromebook.
Scratch Jr является производным от языка Scratch, которым пользуются более 10 миллионов человек по всему миру. Однако программирование на Scratch требует базовых навыков чтения, поэтому разработчики создали новый язык программирования низкой сложности.